# Tchangmargarya
Tchangmargarya is een geslacht van weekdieren uit de klasse van de Gastropoda (slakken).

## Soorten
- Tchangmargarya multilabiata L. J. Zhang & S. C. Chen, 2015
- Tchangmargarya yangtsunghaiensis (Tchang & Tsi, 1949)